# Sytten Norske Slåtter
Sytten Norske Slåtter, original opptegnelser etter Knut Dahle, is een verzameling slåtter op papier gezet door Johan Halvorsen. Slått is een term binnen de volksmuziek van Noorwegen en Zweden en is afkomstig van het oudnoorse Slå, dat slaan betekent. In dit geval voorslag (appoggiatura). De meeste slåtter in Noorwegen werden uitgevoerd op de viool of hardangerviool. Halvorsen, zelf bespeler van dat muziekinstrument, ging aan de slag met de verzameling van Knud Dahle, een nationale held in het bespelen van de hardangerviool. De slåtter stonden al dan niet vereenvoudigd op papier. Het bleek een zwaar karwei. In 1888 had Dahle het idee al geopperd aan Edvard Grieg, vriend van zowel Halvorsen en Dahle. Grieg zou de vioolmuziek omzetten naar de piano, een taak die hem zo mogelijk nog zwaarder viel dan het werk van Halvorsen. Grieg voltooide zijn Slåtter opus 72 in 1903. 
De zeventien slåtter (ook van Grieg) zijn:
1. Gibøens Bruremarsch  (Giböens Brautmarsch)
2. John Væstafæ's springdans (John Wästafä's Springtanz)
3. Bruremarsch fra Telemarken  (Brautmarsch aus Telemarken)
4. Haugelåt: Halling  (Halling aus dem Hügel)
5. Prillaren fra Os Præstgjeld: Springdans  (Der Prillar aus dem Kirchspiel Os)
6. Gangar efter Möllargutten (Getretener Tanz)
7. Rötnamsknut: Halling fra Hallingdal  (Halling aus dem Hallingtal)
8. Bruremarsch efter Möllargutten  (Brautmarsch)
9. Nils Rekve's Halling
10. Knut Luråsens Halling I
11. Knut Luråsens Halling II
12. Springdans efter Möllargutten  (Springtanz)
13. Håwar Gibøens Draum ved Oteholdtsbrue: Springtanz  (Håwar Giböens Traum an der Oterholtsbrücke)
14. Tussebrurefæra på Vossevangen: Gangar  (Die Brautfahrt der Unterirdischen)
15. Skuldalsbruri: Gangar  (Die Skuldals-Braut)
16. Kivlemöyerne: Springdans fra Selljord (Die Mädchen aus dem Kivletal (Springtanz))
17. Kivlemöyerne: Gangar  (Die Mädchen aus dem Kivletal (Getretener Tanz))

De verzameling werd uitgegeven door Edition Peters, vandaar de Duitse vertaaltitels.